# 17-11-70
17-11-70 (11-17-70 i USA) er det første livealbum af den britiske sangeren Elton John. Albummet blev indspillet fra en radioudsendelse den 17. november 1970, som angivet i albummets titel. Elton John og hans band spillede 13 sange under radioudsendelsen. Den oprindelige album indeholdt kun seks af sangene. Det genudgivne album indeholder en syvende sangen, "Amoreena". De andre sange der forblev officielt ikke udgivet er "I Need You to Turn To", "Your Song", "Country Comfort", "Border Song", "Indian Sunset", og "My Father's Gun".

## Indhold
Alle sange er skrevet af Elton John og Bernie Taupin medmindre andet er angivet.
| #  | Titel                                                | Sangskriver(e)                            | Længde |
| -- | ---------------------------------------------------- | ----------------------------------------- | ------ |
| 1. | "Take Me to the Pilot"                               |                                           | 6:43   |
| 2. | "Honky Tonk Women"                                   | Mick Jagger, Keith Richards               | 4:09   |
| 3. | "Sixty Years On"                                     |                                           | 8:05   |
| 4. | "Can I Put You On"                                   |                                           | 6:38   |
| 5. | "Bad Side of the Moon"                               |                                           | 4:30   |
| 6. | "Burn Down the Mission" "My Baby Left Me" "Get Back" | Arthur Crudup John Lennon, Paul McCartney | 18:05  |

## Medvirkende musikere
- Elton John – piano, vokal
- Dee Murray – basguitar, baggrundsvokal
- Nigel Olsson – trommer, baggrundsvokal

## Hitlisteplaceringer
| Hitliste                         | Placering |
| -------------------------------- | --------- |
| Storbritannien (UK Albums Chart) | 20        |
| USA (Billboard Pop Albums)       | 11        |
| Canada (RPM 100 Album Chart)     | 10        |